# Constantin Bergondi
Constantin Bergondi, né le 14 décembre 1819 à Valdeblore (alors province de Nice du royaume de Sardaigne) et mort le 6 mai 1874 à Nice, est un homme politique français du dix-neuvième siècle, député des Alpes-Maritimes sous la Troisième République.

## Biographie
Il est le fils de François Bergondi, notaire. Son frère, Charles Bergondi, était conseiller d'arrondissement. Après des études de droit à Turin, Constantin Bergondi devient avocat à Nice.
Conseiller provincial avant 1860, il est ensuite élu conseiller général de Saint-Sauveur de 1861 à 1864, puis de 1868 à 1874. Élu en février 1871 aux élections législatives dans les Alpes-Maritimes, il siège au centre gauche. À la suite de problèmes familiaux, il met cependant fin à ses jours.

## Honneurs
Il existe une rue Constantin-Bergondi à Nice.